# Mouvement des sardines
Pour les articles homonymes, voir Sardine (homonymie).
Le mouvement des sardines (movimento delle sardine en italien), à l'origine 6 000 sardines (6000 sardine dans cette langue), ou plus simplement les sardines (le sardine), est un mouvement politique militant italien d'inspiration antifasciste,.
Le mouvement est né à Bologne en novembre 2019, pendant la campagne électorale des élections régionales de 2020 en Émilie-Romagne, en opposition au populisme et au souverainisme de partis de l'extrême droite italienne,,.
La référence aux sardines vient de l'expression « serrés comme des sardines dans une boite » (stretti come sardine), et fait référence à la nécessité de remplir le plus possible les places publiques, mais fait aussi allusion au caractère sans défense de ces petits poissons, qui se déplacent néanmoins en groupe.

## Histoire

Logo du mouvement

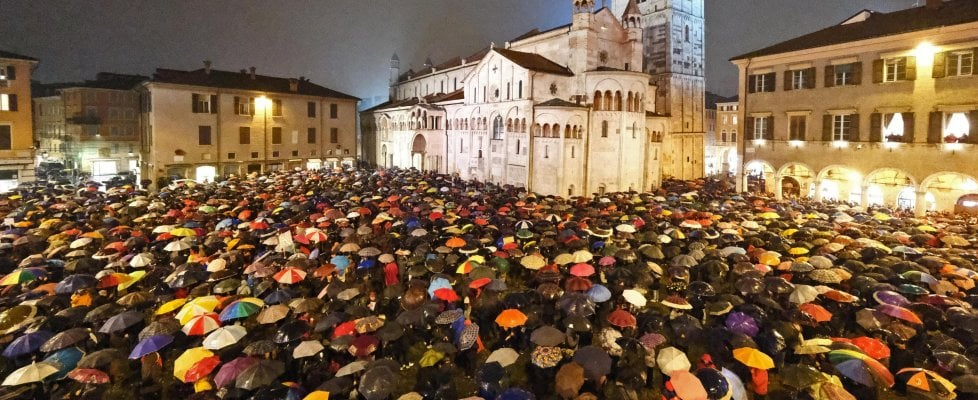
Flash mob des sardines à Modène.

Lors du lancement de la campagne électorale pour les élections régionales en Émilie-Romagne, le 14 novembre 2019, la Ligue du Nord pensait lancer la candidature de la candidate Lucia Borgonzoni. En même temps, un groupe de quatre amis crée sur Facebook une manifestation d'opposition nommée 6000 sardine contro Salvini (six mille sardines contre Salvini) avec pour objectif d'organiser « la première révolution piscicole de l'histoire » et de jeter dans l'ombre la campagne électorale adverse en rassemblant sur le crescentone au moins six mille personnes, soit plus que les 5 750 places assises du PalaDozza (it), réservées par la manifestation adverse.
Le succès du rassemblement des sardines à Bologne (peut-être dix mille personnes) est ensuite répliqué le 19 novembre sur la Piazza Grande de Modène puis, à travers des mobilisations éclair (flash mob), dans d'autres villes italiennes, mais aussi à l'étranger, avec une manifestation à New York, portant une visibilité internationale. Le 14 décembre à Rome, les sardines rassemblent 35 000 personnes selon la préfecture de police, 100 000 personnes selon les organisateurs ; au cours de cet évènement, un des organisateurs, Mattia Santori, réclame en particulier l'abolition du « décret sécurité » passé par Matteo Salvini lors du précédent gouvernement Conte I et qui a introduit une série de mesures contre l'accueil des migrants ou qui en facilitent l'expulsion.
La gauche menée par le président régional sortant Stefano Bonaccini remporte les élections régionales de 2020 en Émilie-Romagne avec huit points d'avance sur la candidate de la coalition de centre droit Lucia Borgonzoni, soutenue à bout de bras par le chef de la Ligue Matteo Salvini,. Ce résultat est notamment attribué à la mobilisation des sardines,.

## Idéologie et méthodes
Le mouvement se déclare indépendant des partis et ne pas être un parti politique, ni chercher à en devenir un. Il se caractérise par une opposition à l'extrémisme des droites. Il cherche à opposer aux déclarations fracassantes et polémiques des droites un langage pacifique et diplomatique, et demandent que « la violence verbale soit considérée comme la violence physique ». Les manifestations sont pacifiques. Les références aux partisans antifascistes de la Seconde Guerre mondiale sont nombreuses ; en particulier, le chant Bella ciao est entonné à chaque manifestation.
Une interview à LA7 présente Jasmine Cristallo, une des coordinatrices du mouvement, comme inspirée par Antonio Gramsci, tandis qu'un autre organisateur, Mattia Santori, serait plus modéré dans ses opinions. Selon Mattia Santori, la majorité des participants au mouvement se reconnaît dans les valeurs de la gauche.
Bien qu'il ait été répété à plusieurs reprises qu'il ne s'agit pas d'un parti politique, il y a une volonté, une fois passées les élections régionales italiennes de 2020, de donner plus de structure au mouvement lors d'états généraux qui devraient se tenir en mars 2020.

## Controverses et polémiques
Nicola Zingaretti, du Parti démocrate, a tenté une récupération en applaudissant à l'initiative et en revendiquant pour son parti sa paternité idéologique.
Matteo Salvini a rappelé que parmi les organisateurs, il y en a qui, par le passé, ont souhaité sa mort.